# مصنع الفضاء الجوي
مصنع الفضاء الجوي هو الشركة أو الفرد المعني بالجوانب المتنوعة لتصميم وإنشاء واختبار وبيع وصيانة المركبة الجوية وأجزاء المركبة الجوية والقذائف والصواريخ و/أو المركبة الفضائية.[بحاجة لمصدر]

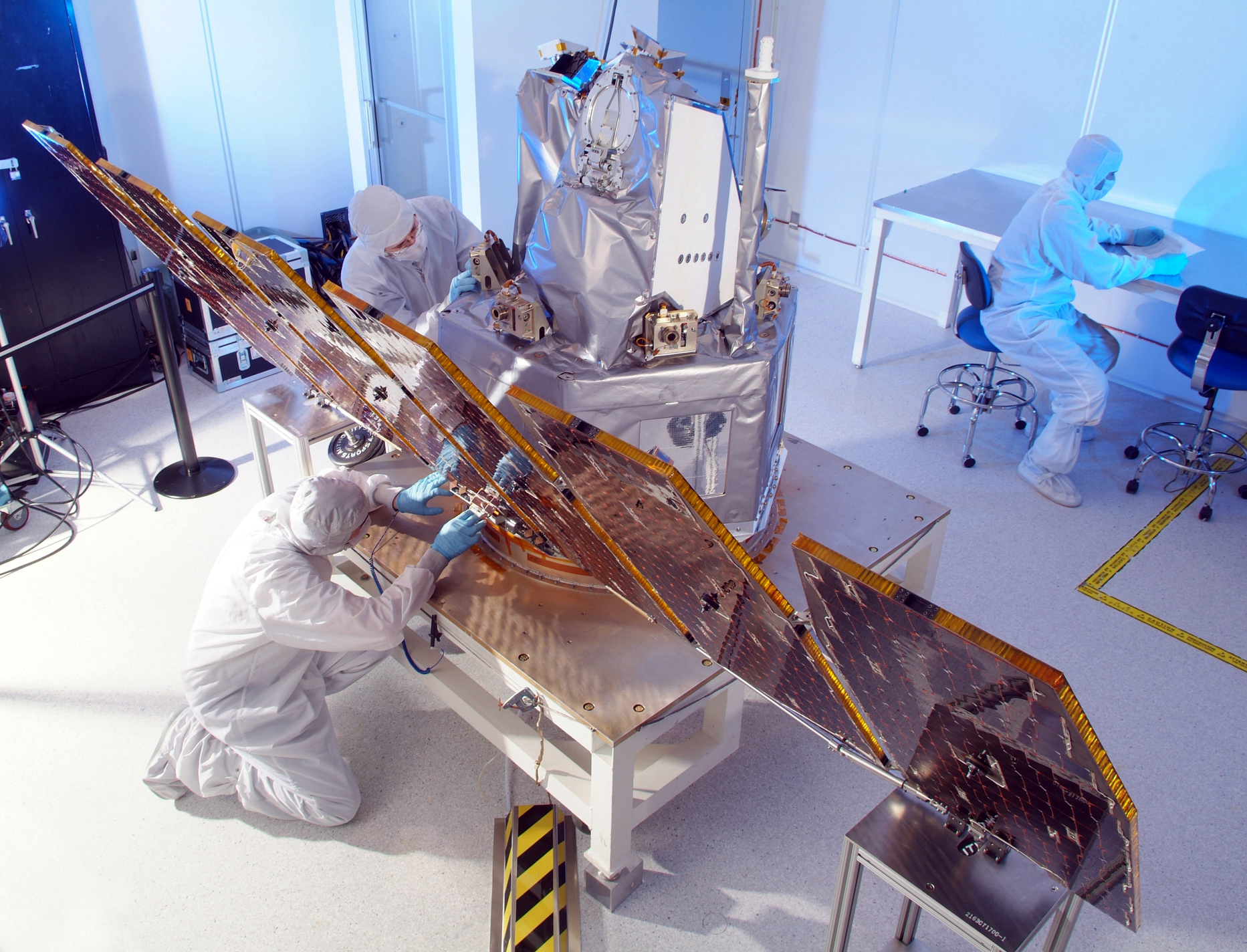
ساتل (الفلكيات الجوية للجليد في الميزوسفير) AIM ناسا في حجرة نظيفة

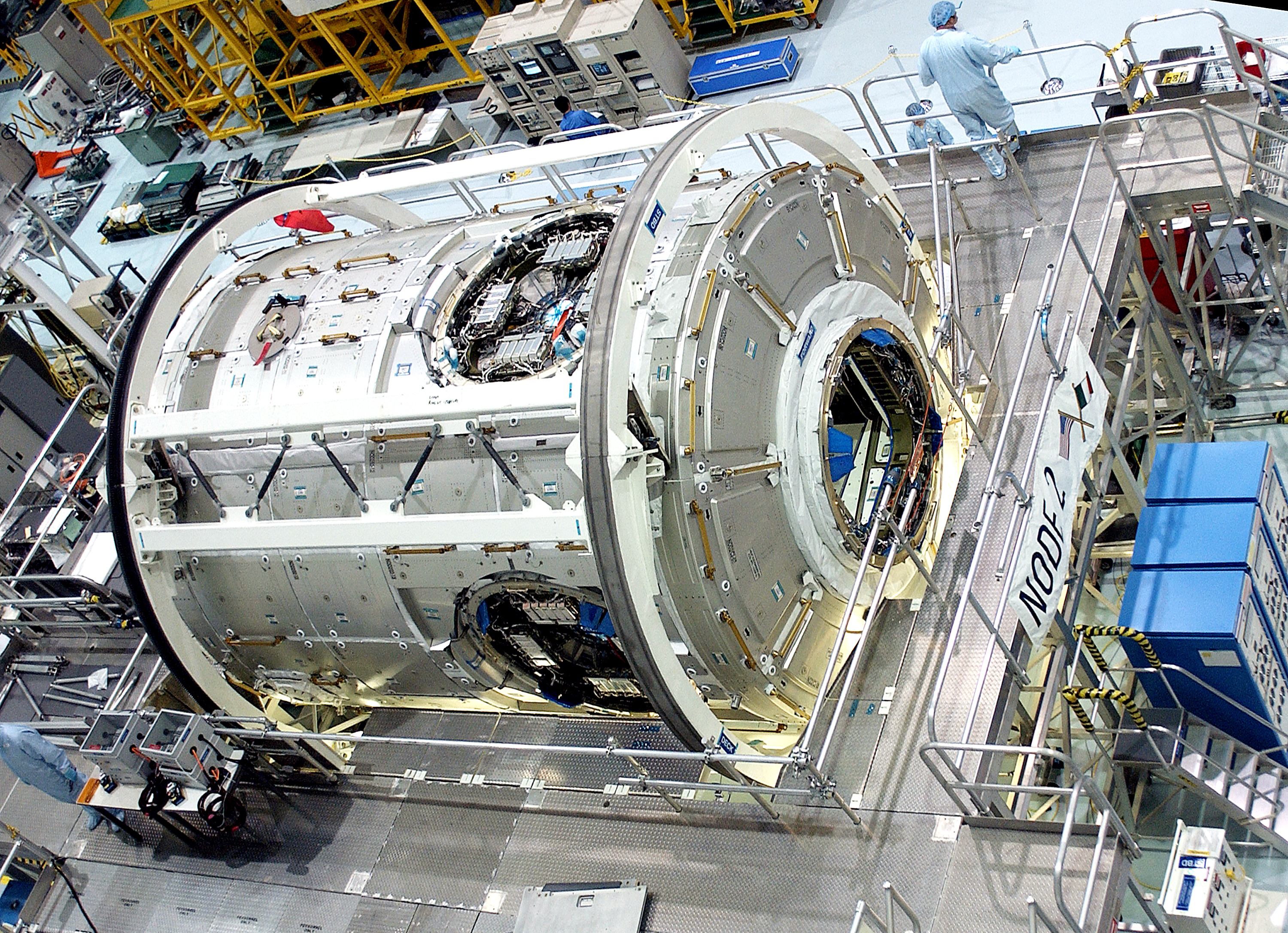
إنشاء وحدة الملاءمة لـمحطة الفضاء الدولية

يمثل الاتحاد الأوروبي وشركات المركبات الجوية مثل شركة الفضاء والدفاع الجوي الأوروبية إي أي دي إس وبي إيه إي سيستمز وتاليس وداسو وشركة ساب للطائرات وفينميكانيكا جزءًا كبيرًا في صناعة المركبات الجوية العالمية والجهود البحثية،[بحاجة لمصدر] مع وكالة الفضاء الأوروبية على أنها واحدة من أكبر المستهلكين لتكنولوجيا الفضاء الجوي ومنتجاته.[بحاجة لمصدر]
في روسيا شركات فضاء جوي كبيرة مثل أوبورونبروم والشركة المتحدة لصناعة المركبات الجوية (متضمنة ميكويان وسوخوي وإليوشن وتوبوليف وياكوفليف وإيركوت التي تشمل بيريف) ولهذه الشركات دور عالمي رئيسي في هذه الصناعة.[بحاجة لمصدر]
وأيضًا في الولايات المتحدة تعد وزارة الدفاع ووكالة ناسا أكبر مستهلكي تكنولوجيا الفضاء الجوي ومنتجاته.[بحاجة لمصدر] أفاد مكتب إحصائيات العمل بالولايات المتحدة أن العاملين في صناعة الفضاء الجوي 444.000 بأجور ومرتبات، ويعمل الكثير منهم في واشنطن وكاليفورنيا.[بحاجة لمصدر] ويتناقص هذا العدد منذ سنوات الذروة أثناء فترة رئاسة ريجان عندما تجاوز عدد العمالة في قطاع صناعة الفضاء الجوي 1.000.000 عاملًا. خلال تلك الفترة من الانتعاش أُعد برنامجًا خاصًا لاستعادة القدرة التنافسية للولايات المتحدة في جميع صناعاتها، ساهم مشروع سقراط في زيادة فرص العمل حتى أصبحت صناعة الفضاء الجوي في الولايات المتحدة تمثل نسبة 72% من السوق العالمية لصناعة الفضاء الجوي. لكنها انخفضت بحلول عام 1999 إلى 52%. تعد الشركات القائدة مثل بوينغ والشركة المتحدة للتكنولوجيا وشركة لوكهيد مارتن من أكثر الشركات المعروفة في صناعة الفضاء الجوي في العالم.[بحاجة لمصدر]
تشمل المواقع المهمة لصناعة الفضاء الجوي المدني في أنحاء العالم سياتيل ودايتون وأوهايو وسانت لويس في الولايات المتحدة الأمريكية (بيونغ) ومونتريال في كندا (المدفعي) وتولوز في فرنسا وهامبورغ في ألمانيا (كلاً من إيرباص/إي أي دي إس) وشمال غرب إنجلترا وبريستولفي المملكة المتحدة (بي إيه إي سيستمز وإيرباص وأغستاوستلاند) وساو خوسيه دو كامبوس في البرازيل حيث توجدإمبراير. كومسومولسك-نا-أموري وإيركوتسك في روسيا.
ظهرت الكثير من حالات الدمج في صناعة الفضاء الجوي والدفاع على مدى العقدين الماضيين. ففي الفترة بين عامي 1988 و2010، تمت أكثر من 5.452 عملية اندماج واستحواذ بإجمالي القيمة المعروفة 579. مليار دولار أمريكي. وكانت أكبر هذه العمليات: دمج بيونغ مع ماكدونيل بقيمة 13.4 مليار دولار أمريكي في عام 1996، تم الاستحواذ على أنظمة ماركوني الإلكترونية وهي تابعة لـجنرال إليكتريك بواسطة بريتيش إيروسبيس مقابل 12.9 مليار دولار أمريكي في عام 1999 (تسمى الآن: بي إيه إي سيستمز) واستحوذت ريثيون على هيوز للطائرات مقابل 9.5 مليار دولار أمريكي في عام 1997.